# A 748 Air Services HS 748-as gépének légi balesete
2014. február 17-én a Dél-Szudánban a főváros, Juba nemzetközi repülőteréről a Bntinu repülőtérre humanitárius küldeményt szállító 748 Air Services Hawker Siddeley HS 748 sikertelen leszállást hajtott végre, melynek során egy ember életét vesztette.

## A repülőgép
A repülőgép egy brit gyártmányú, a Hawker Siddeley üzemeiben két Rolls-Royce Dart 536-2 motorral felszerelt HS 748,  volt. Első repülését 1980. június 2-án teljesítette. Az utat a Nemzetközi Migrációs Szervezet megrendelésére a 748 Air Services bonyolította le. A gép lajstromszáma 5Y-HAJ volt. A gép a Global Airlift tulajdonában volt.

## A baleset
A repülőgép a dél-szudáni konfliktus idején humanitárius küldeményt szállított az ország fővárosából, Jubából Bentiuba. A gép már a landoláshoz készülődött, ami azonban nem sikerült. Túl nagy sebességgel ért földet, és túlment a kifutópályán, átfutott egy árkon és nekiütközött két parkoló autónak. Emiatt a gép felborult, és gyorsan lángra kapott. A legénység egyik tagja meghalt, hárman pedig megsebesültek. Ez volt Dél-Szudánban az ország függetlenségének kikiáltása óta az első, kereskedelmi légitársaság által elszenvedett légi baleset. Az egyik szemtanú szerint a leszálláskor próbálták stabilizálni gép helyzetét, de az nagy sebességgel és meredeken érkezett a leszállópályára. A gép az orrfutójára érkezett, majd vissza is pattant. A baleset következtében a gép olyan mértékben sérült, hogy leselejtezték.

## Reakciók
David Derthick, a Nemzetközi Migrációs Szervezet dél-szudáni vezetője azt mondta: "Nagyon szomorúak vagyunk a tragikus baleset miatt." Hozzátette, hogy a gép legénységének fontos szerepe volt "Dél-Szudán legnélkülözőbb lakosainak" megsegítésében